# Alvise Pisani

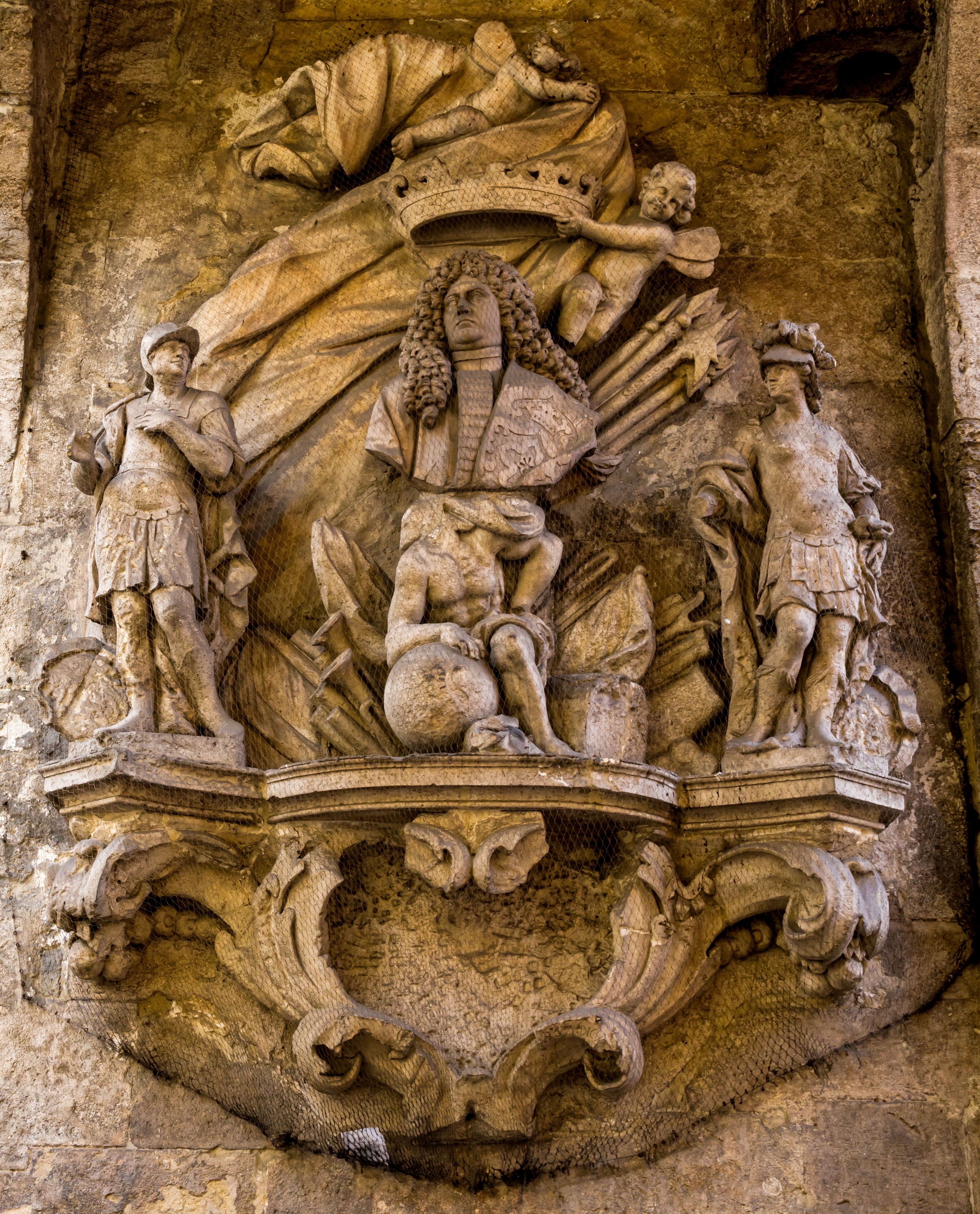
Wizerunek doży przy Porta Altinate w Padwie

Alvise Luigi Pisani (ur. 1 stycznia 1664 w Wenecji, zm. 17 czerwca 1741 tamże) – doża Wenecji.
Jego rodzicami byli Gianfrancesco Pisani i Paolina Contarini.
Bardzo zamożny, lecz z powodu tendencji do imitowania stylu monarchów europejskich zwany był „biednym księciem” (wł: povero principe). Był ambasadorem we Francji (1699-1703), Austrii i Hiszpanii. Na stanowisko doży kandydował bezskutecznie w latach 1722 i 1732. W roku 1735 wygrał przekupiwszy wszystkich 41 elektorów, którzy go potem jednogłośnie poparli.
Ożenił się z Eleną Badoer.
Po elekcji dnia 15 stycznia roku 1735 od razu przeniósł się do Pałacu Dożów z całą rodziną. Za jego rządów Wenecja popadła w zastój gospodarczy, który ustępował tylko dzięki okresom, w których odbywał się karnawał wenecki na który przyjeżdżali turyści z całej Europy.
Od roku 1736 dzięki wprowadzeniu do produkcji nowego typu okrętów zwanych: „atte” (z wieloma armatami), ekonomia nabrała tempa po kryzysie lat 1733-1734.
W marcu roku 1741 Pisani postanowił odpocząć w swej willi na obszarze terraferma, lecz kiedy tylko wsiadł do gondoli by wypłynąć z metropolii poczuł się źle i musiał wrócić do Pałacu. Pisani zmarł 17 czerwca 1741.